# Psary (powiat będziński)
Psary – wieś w Polsce, położona w województwie śląskim, w powiecie będzińskim, siedziba gminy Psary.
| SIMC    | Nazwa           | Rodzaj    |
| ------- | --------------- | --------- |
| 0220300 | Cieluchowce     | część wsi |
| 0220316 | Psary Głębokie  | część wsi |
| 0220322 | Psary-Parchówki | część wsi |
| 0220339 | Psary-Wańkowce  | część wsi |
| 0220345 | Zastróże        | część wsi |

W latach 1975–1998 miejscowość należała administracyjnie do województwa katowickiego.